# La Presa, Tanhuato
La Presa är en ort i Mexiko.   Den ligger i kommunen Tanhuato och delstaten Michoacán de Ocampo, i den centrala delen av landet, 300 km väster om huvudstaden Mexico City. La Presa ligger 1 549 meter över havet och antalet invånare är 200.
Terrängen runt La Presa är kuperad österut, men västerut är den platt. Runt La Presa är det ganska tätbefolkat, med 120 invånare per kvadratkilometer. Närmaste större samhälle är Tanhuato de Guerrero, 4,9 km väster om La Presa. Omgivningarna runt La Presa är en mosaik av jordbruksmark och naturlig växtlighet.